# Spinorbündel
Ein Spinorbündel – auch Spinbündel genannt – ist ein mathematisches Objekt aus der Differentialgeometrie beziehungsweise der globalen Analysis. Es ist eine spezielle Art eines Vektorbündels über einer Mannigfaltigkeit. Spinorbündel können nur für Spin-Mannigfaltigkeiten definiert werden. Dies sind spezielle riemannsche Mannigfaltigkeiten mit einer Spinstruktur auf dem Tangentialbündel. Ob ein Tangentialbündel mit einer Spinstruktur ausgestattet werden kann, kann durch die zweite Stiefel-Whitney-Klasse gemessen werden.
Der Raum der glatten Schnitte eines Spinorbündels wird auch als Raum der Spinoren oder Spinorfelder bezeichnet und dient als eine natürliche Definitionsmenge für den Dirac-Operator.
Das mathematische Teilgebiet, das sich mit Spinorbündeln und Spin-Mannigfaltigkeiten sowie mit verwandten Themen, wie zum Beispiel Dirac-Operatoren und deren Indextheorie beschäftigt, wird als Spin-Geometrie bezeichnet.

## Spinstruktur
Sei {\displaystyle (M,g)} eine riemannsche Mannigfaltigkeit und {\displaystyle \pi _{E}\colon E\to M} ein orientiertes hermitesches Vektorbündel der Dimension {\displaystyle n}. Mit {\displaystyle \operatorname {Spin} (n)} wird die Spin-Gruppe von {\displaystyle C\ell _{n}} bezeichnet. Sie kann als eine zweiblättrige Überlagerung {\displaystyle \tau _{0}\colon \operatorname {Spin} (n)\to \operatorname {SO} (n)} der orthogonalen Gruppe {\displaystyle \operatorname {SO} (n)} aufgefasst werden. Eine Spinstruktur auf {\displaystyle E} ist ein {\displaystyle \operatorname {Spin} (n)}-Hauptfaserbündel {\displaystyle P_{\operatorname {Spin} }(E)\to E} zusammen mit einer zweiblättrigen Überlagerung
{\displaystyle \tau \colon P_{\operatorname {Spin} }(E)\to P_{\operatorname {SO} }(E)}
des {\displaystyle \operatorname {SO} (n)}-Hauptfaserbündels {\displaystyle P_{\operatorname {SO} }(E)}, so dass {\displaystyle \tau (pg)=\tau (p)\tau _{0}(g)} für alle {\displaystyle p\in P_{\operatorname {Spin} }(E)} und alle {\displaystyle g\in \operatorname {Spin} (n)} gilt.

## Spin-Mannigfaltigkeit
Eine Spin-Mannigfaltigkeit ist eine orientierbare riemannsche Mannigfaltigkeit, die eine Spinstruktur auf ihrem Tangentialbündel erlaubt.
Da die Stiefel-Whitney-Klasse einer Mannigfaltigkeit definiert ist als die Stiefel-Whitney-Klasse ihres Tangentialbündels ist, bedeutet das, dass eine orientierbare riemannsche Mannigfaltigkeit genau dann eine Spinstruktur zulässt, wenn {\displaystyle \omega _{\text{2}}(X)=0} gilt. Dann werden die verschiedenen Spinstrukturen von den Elementen von {\displaystyle H^{1}(X;\mathbb {Z} _{\text{2}})} bestimmt.

## Definition des Spinorbündels
Sei {\displaystyle (M,g)} eine riemannsche Mannigfaltigkeit mit gerader Dimension und einer Spinstruktur {\displaystyle \pi \colon P_{\operatorname {Spin} }(M)\to TM} auf dem Tangentialbündel {\displaystyle TM}, also kurz eine Spin-Mannigfaltigkeit mit gerader Dimension. Sei {\displaystyle S} die Darstellung der komplexen Clifford-Algebra {\displaystyle \mathbb {C} l(n)} (auch Spinor-Modul genannt). Die {\displaystyle \operatorname {Spin} (n)}-Gruppe hat als Teilmenge von {\displaystyle \mathbb {C} l(n)} ebenfalls eine Darstellung {\displaystyle \rho \colon \operatorname {Spin} (n)\to \operatorname {End} (S)}.
Das Spinorbündel {\displaystyle {\mathcal {S}}} über der Mannigfaltigkeit {\displaystyle M} ist definiert als das assoziierte komplexe Vektorbündel
{\displaystyle {\mathcal {S}}:=P_{\operatorname {Spin} }(M)\times _{\operatorname {Spin} (n)}S\,.}
Hierbei bezeichnet {\displaystyle \times _{\operatorname {Spin} (n)}} das Faserprodukt von {\displaystyle P_{\operatorname {Spin} }(M)} mit {\displaystyle S} über {\displaystyle \operatorname {Spin} (n)}. In diesem konkreten Fall bedeutet dies
{\displaystyle P_{\operatorname {Spin} }(M)\times _{\operatorname {Spin} (n)}S=P_{\operatorname {Spin} }(M)\times S/\{(p\cdot g,f)\sim (p,\rho (g)f\}}
für {\displaystyle p\in P_{\operatorname {Spin} }(M)}, {\displaystyle g\in \operatorname {Spin} (n)} und {\displaystyle f\in S}.

## Verallgemeinerung
Statt der Spin-Gruppe {\displaystyle \operatorname {Spin} (n)} können ebenso die Spinᶜ-Gruppe {\displaystyle \operatorname {Spin} ^{\mathrm {c} }(n)} und Spinʰ-Gruppe {\displaystyle \operatorname {Spin} ^{\mathrm {h} }(n)} betrachtet werden, welche aus dieser durch Vertwistung entstehen. Auch diese sind von großem Interesse. Etwa ergeben sich aus einer {\displaystyle \operatorname {Spin} ^{\mathrm {c} }(4)}-Struktur zwei komplexe Ebenenbündel, welche gleiches Determinantenbündel und daher auch gleiche erste Chern-Klasse haben. Zusammen bilden diese ein Spinorbündel, dessen beide Teile jeweils negative und positive Chiralität von Spinoren beschreiben. Dadurch kann etwa die Dirac-Gleichung aus der relativistischen Quantenfeldtheorie betrachtet werden. Eine ganz andere Anwendung ergibt sich in der Seiberg-Witten-Theorie, bei welcher {\displaystyle \operatorname {Spin} ^{\mathrm {c} }(4)}-Strukturen allgemeiner zur Untersuchung von 4-Mannigfaltigkeiten dienen können.
Wegen der kanonischen Inklusionen {\displaystyle \operatorname {Spin} (n)\hookrightarrow \operatorname {Spin} ^{\mathrm {c} }(n)\hookrightarrow \operatorname {Spin} ^{\mathrm {h} }(n)} (welche mit den Projektionen auf {\displaystyle \operatorname {SO} (n)} kompatibel sind) ist jede Spin- eine Spinᶜ-Struktur und jede Spinᶜ- eine Spinʰ-Struktur. Für beide Implikationen gelten die Umkehrungen nicht unbedingt. Im ersten Fall ist der zweite komplexe projektive Raum {\displaystyle \mathbb {C} P^{2}} und im zweiten Fall ist die Wu-Mannigfaltigkeit {\displaystyle \operatorname {SU} (3)/\operatorname {SO} (3)} ein Gegenbeispiel. Da Orientierbarkeit äquivalent zu einer verschwindenden ersten Stiefel-Whitney-Klasse und die Existenz einer Spin-Struktur äquivalent zu einer zusätzlich (zur Orientierbarkeit) verschwindenden zweiten Stiefel-Whitney-Klasse sind, lässt sich auch bei Spinᶜ- und Spinʰ-Strukturen untersuchen, welche charakteristischen Klassen eine Obstruktion darstellen. Im Falle der Spinᶜ-Struktur ist dies eine zusätzlich (zur Orientierbarkeit) verschwindende dritte integrale Stiefel-Whitney-Klasse, welche sich durch Komposition mit dem Bockstein-Homomorphismus ergibt. Im Falle der Spinʰ-Struktur kann keine einzelne Kohomologieklasse über deren Existenz entscheiden, da die Homotopiefaser von {\displaystyle \operatorname {Spin} ^{\mathrm {h} }(n)\twoheadrightarrow \operatorname {SO} (n)} kein Eilenberg-MacLane-Raum ist. Ein Teil der Obstruktion ist jedoch eine verschwindende fünfte integrale Stiefel-Whitney-Klasse. Beide Beispiele zeigen, dass auch diese Strukturen weitreichende Verbindungen ausweisen.